# Thamnobryum ellipticum
Thamnobryum ellipticum là một loài rêu trong họ Neckeraceae. Loài này được (Bosch & Sande Lac.) Nieuwl. mô tả khoa học đầu tiên năm 1917.